# 바이사마 상코
바이사마 모하메드 상코(프랑스어: Baïssama Mohamed Sankoh, 1992년 3월 20일 ~ )는 키프로스 클럽 네아 살라미스와 기니 국가대표팀에서 뛰고 있는 기니의 프로 축구 선수이다.

## 구단 경력
프랑스 노장쉬르마른에서 태어난 상코는 2011-12 시즌 EA 갱강에서 리그 2 데뷔 전을 치렀다.
그는 2015-16 시즌에 브레스투아에 임대로 합류했다. 브레스투아에서 그는 익숙한 풀백 포지션 대신 주로 미드필드에서 뛰었다.
2017년 7월 3일, 그는 3년 계약으로 프랑스 팀 SM 캉에 입단했다. 그는 2020년 2월 1일까지 클럽에 남아 자유 계약 선수로 남아 있었다.
2020년 2월 23일, 그는 이탈리아 팀 아스콜리에 입단했다. 계약은 2019-20 시즌이 끝날 때까지이며, 구단은 두 시즌 동안 추가로 재계약할 수 있는 옵션을 보유하고 있다.

## 국가대표팀 경력
상코는 2013년 6월 1일 콩고 민주 공화국과의 친선 경기와 2014년 FIFA 월드컵 예선에서 모잠비크와 짐바브웨와의 경기를 위해 기니 국가대표팀의 미셸 뒤쉬에르 감독에 의해 차출되었다.
그는 2015년 아프리카 네이션스컵에서 국가대표팀과 함께 뛰었고, 그 팀은 8강에 올랐다.